# Троакар

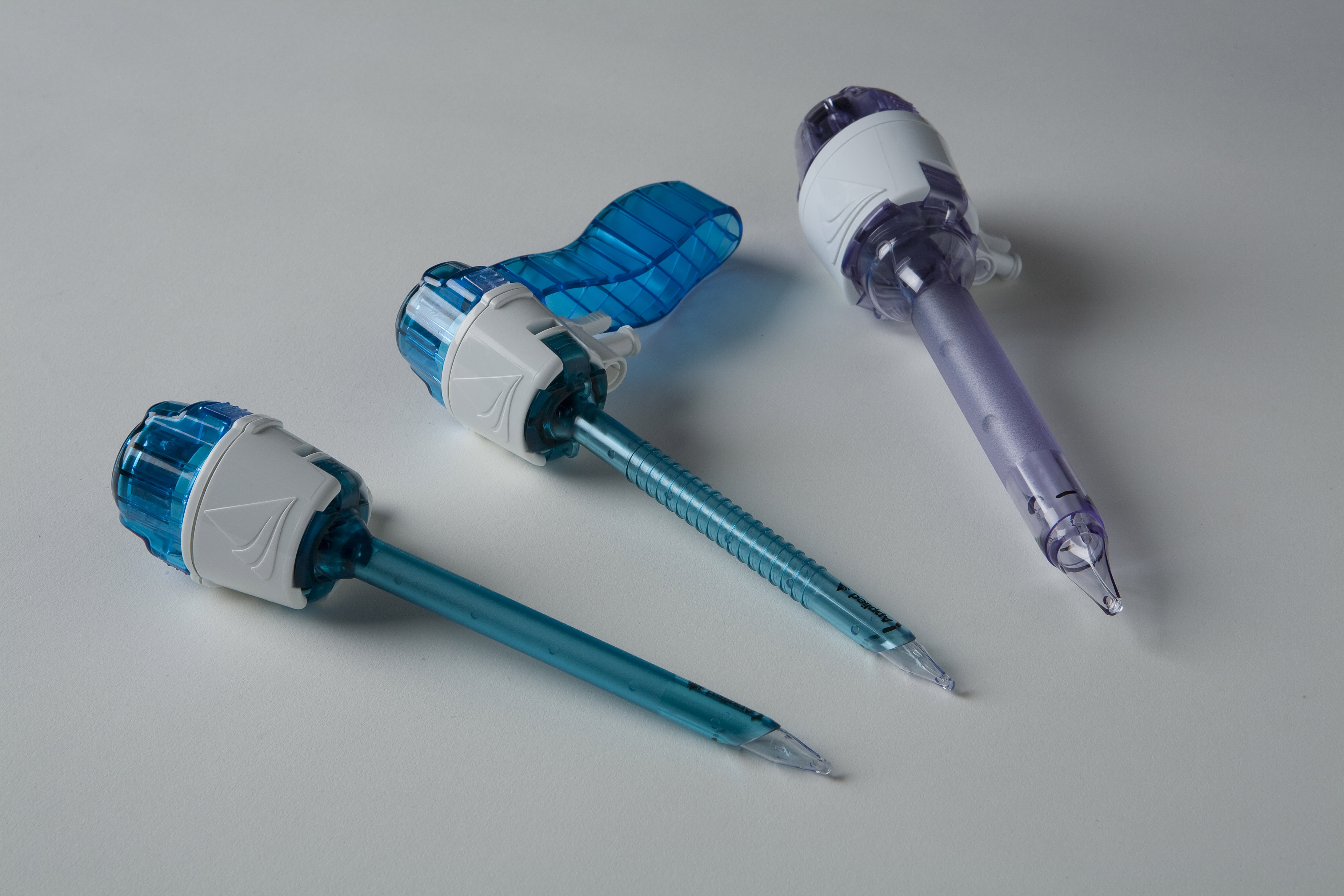
Набір одноразових троакарів

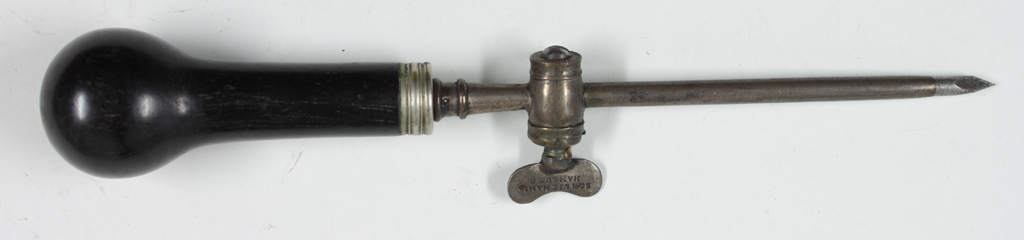
Троакар, близько 1850 р.

Троака́р (від фр. trocart) — медичний інструмент для пункції (проколювання стінки), наприклад черевної або грудної порожнини та видалення випоту або транссудату. Складається з ручки, на яку нагвинчуються трубки діаметром 1—3 мм; гострий кінець внутрішнього стрижня (мандрена, стилета) виступає з трубки (власне троакар). Перед використанням троакар стерилізують в автоклаві або в антисептичному розчині. Після проколу (під місцевим знеболюванням) мандрен за допомогою ручки витягають, а рідина виходить по трубці троакара. Через ту саму трубку можна ввести лікарські засоби, ендоскоп, дренаж для постійного відтоку рідини.
Слово trocart походить через trois-quarts («три чверті») від trois carres («три грані») — за характерну форму наконечника інструмента. Зміни в написанні відбулися через омофонічність слів carre і quart.